# Малогощ (гмина)
Малогощ (пол. Małogoszcz) — городско-сельская гмина (волость) в Польше, входит как административная единица в Енджеювский повет, Свентокшиское воеводство. Население — 11 776 человек (на 2004 год).

## Демография
| Перепись                       | Всего   | Всего | Женщины | Женщины | Мужчины | Мужчины |
| ------------------------------ | ------- | ----- | ------- | ------- | ------- | ------- |
| Единицы                        | человек | %     | человек | %       | человек | %       |
| Население                      | 11 776  | 100   | 5862    | 49,8    | 5914    | 50,2    |
| Плотность населения (чел./км²) | 81      | 81    | 40,3    | 40,3    | 40,7    | 40,7    |

## Соседние гмины
1. Гмина Хенцины
2. Гмина Енджеюв
3. Гмина Красоцин
4. Гмина Лопушно
5. Гмина Окса
6. Гмина Собкув
7. Гмина Влощова